# 沃氏非鯽
沃氏非鯽，為輻鰭魚綱鱸形目隆頭魚亞目慈鯛科的其中一種，分布於非洲賴比瑞亞及象牙海岸的淡水流域，體長可達27公分，棲息在中底層水域，生活習性不明。

## 擴展閱讀
維基物種上的相關：沃氏非鯽